# Il canto di Kali
Il canto di Kali (Song of Kali) è un romanzo horror dello scrittore Dan Simmons, pubblicato nel 1993. È il romanzo vincitore del Premio World Fantasy nel 1986.
È il numero 1288 della serie Urania (collana).

## Trama
Robert Luczak è uno scrittore di poesie e viene inviato dalla rivista letteraria Statunitense "Other Voices", dove lavora come editore, a Calcutta per individuare se la poesia recentemente pervenuta alla rivista sia stata scritta dal poeta leggendario Das. Il mondo letterario considera questo sviluppo degno di nota, perché Das è scomparso e si presume sia morto otto anni prima annegato. La moglie indiana di Robert, Amrita, e la loro bambina, Victoria, lo accompagnano nel suo incarico.
All'aeroporto, viene accolto da un certo Mr. M. T. Krishna, un intellettuale locale che afferma di essere stato invitato ad assisterlo da un amico comune. Il giorno successivo Robert incontra la Corporazione degli scrittori locali che sono stati la fonte dei pochi frammenti di poesia pervenuti. Quando Robert chiede di incontrare Das, gli viene detto che è impossibile. Robert pensa di lasciare Calcutta a questo punto, ha fatto il suo dovere, ma sente di non avere ancora abbastanza materiale per un articolo interessante. La notte prima che lui e la sua famiglia se ne vadano, Krishna ritorna e porta Robert da un uomo che può fornirgli informazioni rilevanti per la sua storia.
L'uomo racconta come lui e un amico abbiano cercato di unirsi a una società segreta religiosa dedicata a Kali, la dea indù associata alla morte e alla distruzione. Uno dei riti di iniziazione consisteva per ogni iniziato di portare un cadavere, per essere deposto ai piedi di una statua di Kali. Uno dei cadaveri, gonfio e decaduto dopo essere stato dragato dal fiume, viene scelto da Kali, vivificato da lei e rianimato; si dice che questo cadavere sia quello del poeta Das!
Robert trova la storia dell'uomo troppo fantasiosa per crederci e spera ancora di incontrare e intervistare il poeta. Sebbene non gli venga concessa un'intervista con Das, Robert riceve un'ampia raccolta di manoscritti di poesie di Das, molto diversa dal suo lavoro precedente, che descrive l'oscuro, mistico, grottesco e apocalittici avvenimenti.
Robert insiste ancora una volta con la gilda degli scrittori per vedere Das e minaccia di chiamare loro e il manoscritto una frode nel suo articolo. Questa volta viene portato attraverso i bassifondi di Calcutta da gangster appartenenti al culto di Kali dal poeta. Scioccato dall'aspetto dell'uomo, Robert prima lo prende per un cadavere rianimato, ma poi riconosce i sintomi degli stadi avanzati della lebbra. Das conferma di soffrire per l'afflizione dalla lebbra, ma insiste anche sul fatto che è davvero tornato dalla morte. Robert non è convinto, sentendo che Das potrebbe essere d'accordo con i membri del culto che potrebbero tenerlo prigioniero. Das poi gli chiede di portargli libri di poesie, facendo riferimento a una certa poesia su un suicidio i mezzi per uccidersi. Preoccupato per gli eventi inquietanti e talvolta spaventosi che ha vissuto, Robert tenta di rimandare a casa sua moglie e suo figlia, ma le due non riescono a prendere il volo.
Nascondendo una pistola (donatagli in precedenza da Krishna) in uno dei libri che ha comprato per Das, torna dal poeta. Robert lascia i libri e se ne va, ma, mentre esce di casa, sente due spari. Das è morto. Robert viene catturato dalle guardie e drogato. Ad un tratto si sveglia in un tempio dedicato a Kali, dove la statua della dea sembra prendere vita e attaccarlo.
D'improvviso viene caricato sul retro di un camion dai cultisti per essere portato da qualche parte, ma riesce a scappare con l'aiuto di Krishna. Ritornato in hotel, trova sua moglie che informa la polizia che la loro figlia è stata rapita.
Dopo un paio di giorni di piste senza uscita, una coppia indiana viene catturata in aeroporto mentre cerca di portare fuori dal paese qualcuno che somiglia a Victoria. Robert e Amrita vanno a identificare la loro bambina, ma scoprono che è già morta. Con il loro bambino morto e nessuna speranza di trovare gli autori del crimine né di assicurarli alla giustizia, Robert e sua moglie tornano negli Stati Uniti. Robert decide di distruggere la poesia. Robert lotta ancora con il desiderio di vendetta e dopo essersi allenato all'uso delle armi da fuoco, torna a Calcutta con una pistola di contrabbando, con l'intenzione di rintracciare e uccidere tutti quelli che considera responsabili. All'ultimo momento, tuttavia, riesce a resistere a quella che crede essere la "Canzone di Kali" la forza della devastazione, della crudeltà e della follia che esiste da qualche parte all'interno di ogni cuore umano -. Ritorna negli Stati Uniti e affronta con successo gli eventi che sono accaduti a lui e alla sua famiglia.
Si sentono ancora sussurri della "Canzone di Kali", la condizione dell'umanità dominata dall'odio e dalla violenza, perfettamente incarnata (nella mente del protagonista), dallo squallore e dal caos di Calcutta.

## Personaggi
- Robert Luczak: Scrittore di poesie e Reporter
- Amrita: Moglie indiana di Robert
- Victoria: Figlia di Robert e Amrita
- Mr. M. T. Krishna: oscuro personaggio, aiuta Robert a Calcutta
- Abe: Presidente di Other Voices

## Edizione
- Dan Simmons, Il canto di Kali, collana Urania n° 1288, traduzione di Lidia Perria, Cles, 1993  [1985],  p. 285.